# Mund zu Mund
Mund zu Mund (im Original Boca a Boca) ist eine brasilianische Dramaserie aus dem Jahr 2020, die als Netflix Original produziert wird. Die Idee stammt von Esmir Filho, der auch Regie führt. Die Veröffentlichung war weltweit am 17. Juli 2020 auf Netflix.

## Handlung
In einer isolierten brasilianischen Kleinstadt kommt es nach einer Party zu einem Krankheitsausbruch. Die erste Patientin ist eine Teenagerin, die am Tag nach der Party krank aufwacht. Es stellt sich heraus, dass die unbekannte Infektionskrankheit durch den Speichel übertragen wird. Auf der Party machte jeder mit jedem rum, damit kommen neben den üblichen Dramen beim Erwachsenwerden auch noch die Panik vor der Ansteckung dazu.

## Episodenliste

### Staffel 1
| Nr. | Deutscher Titel                       | Originaltitel               | Regie         | Drehbuch                        |
| --- | ------------------------------------- | --------------------------- | ------------- | ------------------------------- |
| 1 | hab ich dich!                         | te peguei!                  | Esmir Filho   | Thais Guisasola & Juliana Rojas |
| 2 | FREITAG – MONTAG                      | sextou/segundou             | Esmir Filho   | Jaqueline Souza                 |
| 3 | einfach, wenn es dich nicht betrifft! | é fácil quando não te afeta | Esmir Filho   | Marcelo Marchi                  |
| 4 | neu hier?                             | a fim de real?              | Esmir Filho   | Thais Guisasola & Juliana Rojas |
| 5 | Blockieren                            | unfollow                    | Juliana Rojas | Jaqueline Souza                 |
| 6 | WIR SIND ALLE KRANK                   | ESTAMOS TODOS DOENTES       | Juliana Rojas | Marcelo Marchi                  |
| Die erste Staffel wurde am 17. Juli 2020 weltweit bei Netflix veröffentlicht. Die deutsche Fassung steht als OmU zur Verfügung. |                                       |                             |               |                                 |

## Produktion
Netflix kündigte am 25. Juni 2019 eine weitere brasilianische Netflix-Original-Produktion mit dem Namen „Boca a Boca“ an.
Die Außenaufnahmen wurden in Cidade de Goiás gedreht.